# Sandgerði
Sandgerði era un comune islandese della regione di Suðurnes.
Nel 2018 si è fuso con Garður per creare il nuovo comune di Suðurnesjabær.